# Gobierno de Valdivia
El Gobierno de Valdivia fue un área administrativa integrante del Imperio español dentro del Virreinato del Perú, situada en territorio de la actual República de Chile. En 1740, pasó a depender de la Capitanía General de Chile. El Gobierno de Valdivia formaba parte eclesiásticamente del obispado de Concepción.

## Historia
Después del Desastre de Curalaba en 1598, Valdivia fue tomada y destruida por los mapuches el 26 de noviembre de 1599, quedando despoblada completamente en 1602 junto con otras ciudades al sur del río Biobío, con lo cual desapareció el corregimiento de Valdivia. 
Debido al intento de crear en Valdivia una colonia holandesa en agosto de 1643, el virrey del Perú Marqués de Mancera envió una expedición desde el Callao al mando de su hijo, Antonio Sebastián de Toledo y Leiva para desalojar a los holandeses. Al llegar a Valdivia, los holandeses la habían abandonado, por lo que refundó la ciudad en febrero de 1645, quedando como un gobierno militar bajo dependencia directa del Virreinato del Perú. Su primer gobernador fue Alonso de Villanueva Soberal.
Por solicitud del capitán general de Chile, el rey emitió la Real Cédula del 9 de abril de 1662, mandando restituir el gobierno de Valdivia a la jurisdicción de la gobernación de Chile, pero la orden no fue cumplida por el virrey. El 30 de marzo de 1676 el rey volvió a ordenar la transferencia a la jurisdicción chilena, reservándose el derecho a nombrar al gobernador y otros puestos, hasta entonces designados por el virrey. Ante la protesta del virrey, se lo volvió a ordenar el 19 de diciembre de 1680, para finalmente el 30 de noviembre de 1682 pasar a la jurisdicción chilena en los aspectos de gobierno, pero no en los militares, cuyos cargos permanecieron provistos por los virreyes hasta la emisión de la Real Cédula del 17 de septiembre de 1740, fecha en la cual pasó a depender completamente de la Capitanía General de Chile. Continuó sin embargo supervisada por el virrey: «en lo que miraba a las asistencias del situado i demas jéneros de que necesitase aquel presidio para su socorro».
El año 1786 el gobernador de Valdivia, Mariano Pusterla, comenzaría a abrir una senda propia del Camino Real desde el norte de forma independiente, de los esfuerzos que desde el sur realizaba el gobernador de Chiloé Francisco Hurtado (quien tenía la responsabilidad oficial de ello, en virtud de la real orden de 1784). Este camino permitió unir mediante una ruta terrestre los territorios de los Gobiernos de Chiloé y el de Valdivia; con el fin de abastecer estos gobiernos más fácilmente.
En 1810, ya es llamado Partido de Valdivia, para la convocatoria al Primer Congreso Nacional.
El 1 de noviembre de 1811 fue establecida en Valdivia una junta de gobierno revolucionaria, la cual fue derrocada el 16 de marzo de 1812, volviendo a manos de un gobernador realista quien cortó vínculos con el gobierno de Chile y se puso bajo dependencia del virrey del Perú hasta que fue capturada por las fuerzas independentistas de Chile en 1820. Luego de esto, Valdivia fue una gobernación militar de Chile. Además una vez recuperado el antiguo Partido de Osorno en 1822, este pasó a depender de esta gobernación. 
En 1823 el Gobierno de Valdivia, corresponde al nivel de Departamento, del que dependen la Delegación de Valdivia y la Delegación de Osorno. Con el Decreto del 30 de agosto de 1826, que organiza la República de Chile en provincias, el Gobierno de Valdivia constituye la Antigua provincia de Valdivia.

## Administración
El asiento del Gobierno de Valdivia, estaba en la ciudad de Santa María La Blanca de Valdivia.

### Gobernadores

Escudo de Valdivia.

Valdivia era regido por un gobernador militar.

#### Gobernadores de Valdivia[2]
- Dependencia del Virreinato del Perú 1645 - 1740

| Período                    | Gobernador                               | Nota                                                         |
| -------------------------- | ---------------------------------------- | ------------------------------------------------------------ |
| 01.04.1645 - 20.01.1646(+) | Alonso de Villanueva Soberal             |                                                              |
| 20.01.1646 - 16.03.1646    | Hernado de Rivera interino               |                                                              |
| 16.03.1646 - 1648          | Francisco Gil Negrete                    | Gob. de Tucumán en 1650                                      |
| 1649                       | Alonso de Figueroa y Córdoba             |                                                              |
| 1650 - 1651                | Diego González Montero                   |                                                              |
| 1652                       | Juan Alfonso Velázquez de Covarrubias    |                                                              |
| 11.1652 - 22.07.1654       | Diego Gonzalez Montero                   |                                                              |
| 22.08.1654 - 15.03.1657    | Juan Gutiérrez de Espejo                 |                                                              |
| 1657 - 1661                | Fernándo de Bustamante Villegas          |                                                              |
| 07.06.1662 - 09.04.1665    | Gaspar de Ahumada Maldonado              |                                                              |
| antes 26.10.1665 - 1667    | Baltazar Rodríguez Mejía                 |                                                              |
| 1666                       | Hernando de la Rivera                    | interino                                                     |
| 12.04.1666 - 03.1668       | Ángel de Peredo y Villa                  | Lima, 02.1666                                                |
| 05.02.1668 - 1669?         | Bernardo de Monleón Cortés               |                                                              |
| 02.1670 - 1671             | Pedro Ruiz de Montoya                    | Lima, 13.01.1670                                             |
| 1671 - 1675                | Juan Ignacio de la Carrera Yturgoyen     |                                                              |
| 19.03.1675 - 07.01.1677    | Francisco Delso y Arbizu                 | Lima, 21.01.1675                                             |
| 1676 - 1678                | Sebastián Alonso Orellana de Luna        |                                                              |
| 1678 - 04.03.1679          | Diego de Martos y Torres                 |                                                              |
| 04.03.1679 - 1682/84?      | Hernández de Cifuentes                   | Madrid, 17.09.1676 , primer Gobernador designado por el Rey. |
| 07.05.1686- 1689/90        | Juan Francisco Terán y de la Puente      | (Madrid,03.07.1683)                                          |
| 07.05.1690- 1696?          | Alonso de Pinilla (Fernández de Pinilla) | (Madrid,13.09.1687)                                          |
| 1696 - 1700                | Tomás de Alcocer y Cárdenas              | Madrid, 11.10.1694                                           |
| 1705 - 1708?               | Manuel de Aulestía Cabeza de Vaca        | R.C. 02.11.1697                                              |
| 1708 - 1710                | Antonio del Tello y Contreras            | Madrid R.C. 23.03.1707                                       |
| 10.04.1710 - 1715          | Juan Cardoso Berbetoro                   | Madrid, R.C. 26.07.1707                                      |
| 1715 - 01.1718             | Juan Velázquez Covarrubias Montero       | R.C. 24.09.1707                                              |
| No asume por muerte        | Lorenzo de Vicuña e Irizarri             | R-C. 26.07.1712                                              |
| 01.1718- 30.04.1718        | Pedro Samaniego y Ahurto                 | interino                                                     |
| 30.03.1718 - 14.03.1723    | Rafael de Eslava y Lassaga               | Madrid,12.10.1716                                            |
| 13.03.1723 - 11.01.1729    | Francisco de Olazagutia                  | R.C. 29.08.1720                                              |
| No asume por muerte        | Juan Rodríguez Peña                      | R.C. 13.11.1725                                              |
| 11.01.1729 - 02.11.1734    | Pedro Moreno y Pérez de Villacoba        | Madrid, R.C.24.09.1726                                       |
| 02.11.1734 - 04.04.1748    | Juan Navarro Santaella                   | Sevilla, R.C: 04.06.1732                                     |

- Dependencia de la Capitanía General de Chile 1740 - 1812

| Período                     | Gobernador                              | Nota |
| --------------------------- | --------------------------------------- | --- |
| 05.04.1748 - 25.11.1753     | Francisco de Alvarado y Perales         | R.C. Buen Retiro, 30.07.1746                                                                                    |
| 25.11.1753 - 1759           | Ambrosio Saéz de Bustamante             | R.O. Aranjuez, 21.04.1747                                                                                       |
| 27.10.1759 - 11.11.1762(+)  | Tomás de Carminati                      | Interino, confirmado 03.05.1762                                                                                 |
| 02.1763 - 26.05.1768 (+)    | Félix Ignacio de Berroeta y Torres      | R.C. Buen Retiro 12.02.1760                                                                                     |
| 1769 - 08.03.1775           | Juan Garland y White                    | 01.07.1768, interino                                                                                            |
| 08.03.1775 - 20.03.1779     | Joaquín de Espinoza Dávalos             | R.C. 14.10.1771                                                                                                 |
| 20.03.1779 - 1785           | Pedro Gregorio de Echenique y Echenique | R.C. 09.11.1777                                                                                                 |
| 16.04.1785 - 07.12.1791 (+) | Mariano de Pusterla y Sacré             | R.C. San Ildefonso, 29.09.1783                                                                                  |
| 07.12.1791 - 04.12.1793     | Lucas de Molina y Bermudo, Coronel      | Interino |
| 03.12.1793 - 03.08.1792     | Pedro de Quijada                        | Interino |
| 03.08.1792 - 12.04.1795     | Pedro de Quijada y Quiñones             | R.C. 03.08.1792                                                                                                 |
| 08.1795 - 07.04.1807        | Juan Clarke y Springham Sargento        | Mayor del Reino, 1791 Teniente coronel, R.C. 26.01.1744, Interino. 19.04.1795 , R.O. 31.10.1796, (+ 15.08.1807) |
| 07.04.1807 - 01.11.1811     | Alberto Alejandro Eagar                 | R.C. 05.12.1805 , tomado preso por la Junta de Gobierno el 01.11.1811                                           |

- Dependencia Virreinato del Perú 1812 - 1820

| Período                     | Gobernador                 | Nota                                                  |
| --------------------------- | -------------------------- | ----------------------------------------------------- |
| 12.12.1812 - 21.05.1813 (+) | Antonio Pareja             | por el Virrey Abascal Gobernador de Valdivia y Chiloé |
| 01.1814 - 12.1815           | Francisco Arenas           | por el Virrey Abascal                                 |
| 1815 - 04.02.1820           | Manuel Montoya, Coronel    | Entrega la Plaza de Valdivia a Lord Cochrane          |
|                             | Vicente Gómez Lorca        | Gobernador por elección civil                         |
| 04.05.1820 - 15.11.1821(+)  | Cayetano Letelier Maturano | O´Higgins 08.03.1820                                  |

- Gobierno de Chile independiente, 1820 - 1826

| Período                 | Gobernador                            | Nota                                        |
| ----------------------- | ------------------------------------- | ------------------------------------------- |
| 17.04.1821 - 07.1822    | Jaime Joaquín de la Guarda y Valentín | O'Higgins 22.12.1821                        |
| 07.1822 - 04.1823       | Jorge Beauchef Ismet                  |                                             |
| 25.02.1824 - 18.12.1826 | Ramón Picarte y Castro                | Gobernador Político y Militar D. 03.12.1823 |
| 06.1826 - 08.1826       | Cosme Pérez de Arce Henríquez         | Interino por ausencia de Picarte            |